# Anbinden
Das Anbinden war im Grabenkrieg des Ersten Weltkriegs eine Form der Bestrafung, die vom Bataillonskommandeur für Vergehen wie Befehlsverweigerung oder „Feigheit vor dem Feind“ verhängt wurde. Die Bestrafung sah vor, den Verurteilten für mehrere Stunden gefesselt in einen Grabenabschnitt zu stellen und ihn so der indirekten Waffeneinwirkung (Querschläger von Feuerwaffen, Handgranatenwürfe, Granatwerferwirkung u. ä.) auszusetzen. Diese Prozedur wurde bis zu fünf Tage hintereinander wiederholt, besonders zur Mittagszeit in der Nähe der Essensausgabe, die durch gegnerisches Feuer oft gestört wurde (z. B. vier Granaten zwischen 12:00 und 14:00 Uhr im gleichen Abschnitt der Essensausgabe).
Diese Form der Bestrafung endete oftmals tödlich und wurde deshalb vor allem als psychologisches Druckmittel eingesetzt, um Meutereien und vergleichbaren Erscheinungen offener Befehlsverweigerung entgegenzuwirken.
In einem Tagebucheintrag des Offiziersstellvertreters Hartinger vom 30. Januar 1917 liest sich dies folgendermaßen: „Heute war gr. Gerichtstag. Eine Patrouille bestehend aus 1 Korporal und 2 Mann (Horchposten) weigern sich nachts vor die Hindernisse zu gehen und der Korporal erklärt, dass er Vater von 7 Kindern sei und sein Leben nicht leichtsinnig wegen einer Marotte des Kommandanten auf das Spiel setze. Der Mann wird zwei Stunden lang im Graben angebunden. In mir kocht es. Vom Manne verlangt man, dass er unter allen Umständen aus seinem gesicherten Unterstand hinaus muss, während viele Offiziere im Gefühle ihrer Unersetzlichkeit nicht um eine Burg zu bewegen sind, sich einmal die Stellung ihrer Leute anzusehen.“
Körperliche Strafen, sogenannte Leibesstrafen, waren in der deutschen und der k.u.k.-Armee auch während des Ersten Weltkriegs noch üblich – schon bei leichten Disziplinarvergehen wie unreinem Essgeschirr oder dem Verzehr einer Reserveportion konnten sie verhängt werden. Die körperliche Bestrafung für solche „Delikte“ reichte dabei vom Anbinden bis hin zum sogenannten Schließen in Spangen. 1916 sollte das Anbinden als Strafmaßnahme abgeschafft werden, doch die Bataillonskommandeure der preußischen Kontingente des deutschen Heeres verwehrten sich dagegen.
Welche katastrophalen Auswirkungen das Anbinden für die Soldaten im Winter bei Minusgraden und im Schnee haben konnte, notierte der Kaiserjäger Franz Huter im Februar 1915 in sein Tagebuch: „Ständig mußten wir antreten, (…). Zwei Wiener, die ihre Reserveportionen aufgegessen hatten, wurden zwei Stunden angebunden. Wie sie losgemacht wurden, fielen beide zu Boden. Sie hatten sich die Füße erfroren. Vierzehn Tage später kam vom Feldspital die Nachricht, daß man beiden die Füße abnehmen hatte müssen.“